# Ривжа, Байба Арвидовна
Байба Арвидовна Ривжа (латыш. Baiba Rivža; род. 1 декабря 1949, Вентспилс, Латвийская ССР) — латвийский политический и государственный деятель, экономист, доктор экономических наук, профессор, академик (1999), член Академии наук Латвии (с 1995), президент Латвийской академии сельскохозяйственных и лесных наук (с 1999), член-корреспондент ВАСХНИЛ (с 1991; иностранный член Российской академии сельскохозяйственных наук (1992), иностранный член Российской академии наук (2014)), иностранный член НАН Беларуси (2017). Член Совета Европы по образованию и науке (с 1998), член-корреспондент итальянской географической академия (с 2002) и Северной Ассоциации сельскохозяйственных учёных.
Известный специалист в области высшего образования и развития сельских районов.

## Биография
Выпускник Латвийского сельскохозяйственного университета (1973). Позже, преподаватель, профессор, декан факультета экономики (1992—1996) в альма-матер.
В 2000—2005 — председатель Совета Еврофакультета Латвийского университета.
Член партии Крестьянский союз Латвии. В 1996 избрана председателем Латвийского совета по высшему образованию.
С апреля 2006 по декабрь 2007 — министр образования и науки Латвии. Депутат Сейма Латвии.

## Награды
- Орден Трёх звёзд 4-й степени (2000)[2]
- Медаль Балтийской ассамблеи (2008)[3]

## Основные работы
- Производственный потенциал сельскохозяйственных предприятий и анализ его использования: учеб. пособие… / соавт. Б. А. Трей; Латв. с.-х. акад. — Елгава, 1987. — 71 с.
- Производственный потенциал сельскохозяйственного предприятия / Латв. с.-х. акад. — Рига: Зинатне, 1988. — 188 с.
- Социальное развитие села на основе новой концепции / соавт. М. Р. Крузметра // Тр. ЛСХА / Латв. с.-х. акад. 1990. Т. 265. С. 3-7.
- Один из вариантов решения женской занятости на селе / соавт. М. Р. Крузметра // Рыночная трансформация сельского хозяйства: десятилетний опыт и перспективы. М., 2000. С. 366—368.
- Многофункциональное хозяйствование как перспектива большинства крестьян / соавт. М. Р. Крузметра // Власть, бизнес и крестьянство: механизмы эффективного взаимодействия. М., 2002. С. 512—513.